# Lupinus tolimensis
Lupinus tolimensis är en ärtväxtart som beskrevs av Charles Piper Smith. Lupinus tolimensis ingår i släktet lupiner, och familjen ärtväxter. Inga underarter finns listade i Catalogue of Life.